# Copa Constitució 2017
La Copa Constitució 2017 fue la edición número 25 de la Copa Constitució. El torneo empezó el 7 de febrero con los octavos de final y terminó el 28 de mayo con la final en el Estadio Nacional en Andorra la Vieja. UE Santa Coloma conquistó su tercer título tras ganar en la final al FC Santa Coloma.

## Formato
Los equipos participantes jugaron cuatro rondas , todas ellas por eliminación directa. El campeón se clasificó a la primera ronda clasificatoria de la Liga Europa 2017-18.

## Equipos participantes
Esta temporada, al igual que en la anterior, participaron ocho equipos de la Primera División y cuatro de la Segunda División. Los cuatro equipos de la Segunda División más otros cuatro de Primera División disputaron la primera ronda, mientras que los restantes cuatro arrancaron desde los cuartos de final.
Entre paréntesis se muestra la categoría en que juega el club en la temporada 2016-17.

## Primera ronda
Ocho equipos compitieron en esta instancia. Los partidos fueron jugados el 7, 8, 9 y 15 de febrero de 2017.
| Local         | Resultado          | Visitante                   | Fecha         | Estadio                       |
| ------------- | ------------------ | --------------------------- | ------------- | ----------------------------- |
| Ordino (1)    | 6 − 0              | Atlètic Club d'Escaldes (2) | 7 de febrero  | Centre Esportiu d'Alàs        |
| Engordany (1) | 5 − 0              | Inter Club d'Escaldes (2)   | 8 de febrero  | Centre Esportiu d'Alàs        |
| Jenlai (1)    | 1 − 1 (3−4) (pen.) | Atlètic Amèrica (2)         | 9 de febrero  | Centre Esportiu d'Alàs        |
| Encamp (1)    | 1 − 0              | Penya Encarnada (2)         | 15 de febrero | Camp de Futbol Prada de Moles |

## Cuartos de final
Cuatro equipos más se sumaron a la competición en esta instancia. Los partidos de cuartos de final se jugaron el 22 de marzo y el 2 de abril.
| Local               | Resultado    | Visitante           | Fecha       | Estadio                          |
| ------------------- | ------------ | ------------------- | ----------- | -------------------------------- |
| Atlètic Amèrica (2) | 0 − 6        | Lusitanos (1)       | 22 de marzo | Centre Esportiu d'Alàs           |
| Ordino (1)          | (pró.) 3 − 2 | Sant Julià (1)      | 2 de abril  | Centre d'Entrenament de la FAF 1 |
| Encamp (1)          | 0 − 1        | FC Santa Coloma (1) | 2 de abril  | Centre d'Entrenament de la FAF 1 |
| Engordany (1)       | 0 − 1        | UE Santa Coloma (1) | 2 de abril  | Centre d'Entrenament de la FAF 1 |

## Semifinales
| Local               | Resultado | Visitante           | Fecha       | Estadio                          |
| ------------------- | --------- | ------------------- | ----------- | -------------------------------- |
| Ordino (1)          | 0 − 6     | FC Santa Coloma (1) | 12 de abril | Centre d'Entrenament de la FAF 1 |
| UE Santa Coloma (1) | 2−1       | Lusitanos (1)       | 13 de abril | Centre d'Entrenament de la FAF 1 |

## Final
| Local           | Resultado | Visitante       | Fecha      | Estadio          |
| --------------- | --------- | --------------- | ---------- | ---------------- |
| FC Santa Coloma | 0 − 1     | UE Santa Coloma | 28 de mayo | Estadio Nacional |

| Campeón: UE Santa Coloma 3º título |